# باتريسيا غارسيا
باتريسيا غارسيا (بالإسبانية: Patricia García Rodríguez)‏ هي لاعبة سباعيات رغبي ‏ إسبانية، ولدت في 2 ديسمبر 1989 في سان لورنزو دي الإسكوريال في إسبانيا.

## وصلات خارجية
- باتريشيا غارسيا على موقع سلسلة سباعيات الرغبي العالمية للسيدات (الإنجليزية)
- باتريشيا غارسيا على موقع اللجنة الأولمبية الدولية (الإنجليزية)
- باتريشيا غارسيا على موقع أوليمبيديا (الإنجليزية)